# Carlo Francesco Pollarolo
Carlo Francesco Pollarolo, także Pollaroli (ur. około 1653 przypuszczalnie w Brescii, zm. 7 lutego 1723 w Wenecji) – włoski kompozytor i organista.

## Życiorys
Syn organisty Orazia Pollarolego, u którego prawdopodobnie pobierał lekcje muzyki. W 1676 roku zastąpił ojca na stanowisku organisty w katedrze w Brescii, a w 1680 roku otrzymał stanowisko capo musico. W latach 1681–1689 piastował analogiczną funkcję w Accademia degli Erranti. W 1689 roku wyjechał do Wenecji, gdzie otrzymał posadę organisty (1690) i wicekapelmistrza (1692) w bazylice św. Marka. Pełnił również funkcję dyrektora muzycznego w Ospedale degli Incurabili. 
Skomponował około 85 oper, m.in. Roderico (1686), Onorio in Roma (1692), La forza della virtù (1693), Il Faramondo (1699), Semiramide (1713), Ariodante (1716) i Astinome (1719). Wiele z nich jednak zaginęło. Ponadto komponował oratoria, utwory religijne, kantaty, arie, duety.